# Umerkote
Umerkote (auch Umarkot) ist eine Stadt im ostindischen Bundesstaat Odisha.
Umerkote liegt im Bereich der Ostghats auf einer Höhe von 615 m im Nordwesten des Distrikts Nabarangpur nahe der Grenze zu Chhattisgarh.  
Seit dem 3. März 2014 besitzt die Stadt den Status einer Municipality.
Beim Zensus 2011 hatte Umerkote 28.993 Einwohner.
Die Odisha-Fernstraße 39 verbindet Umerkote mit der 60 km südsüdöstlich gelegenen Distrikthauptstadt Nabarangpur.